# Star Air (Індія)
Ghodawat Enterprises Pvt. ТОВ веде бізнес як Star Air — індійська приміська авіакомпанія, що базується в міжнародному аеропорту Кемпегоуда в Бангалорі, штат Карнатака . Він розпочав свою діяльність у січні 2019 року, пропонуючи рейси в межах штату Карнатака, а також до сусідніх Андхра-Прадеш, Гуджарат, Мадх’я-Прадеш, Раджастхан, Уттар-Прадеш, Махараштра, як частина центральної урядової схеми UDAN. Авіакомпанія використовує для своїх послуг літаки Embraer 145 LR.

## Історія
Sanjay Ghodawat Group, материнська компанія Star Air, у березні 2017 року звернулася до центрального уряду з проханням отримати дозвіл на створення регулярної пасажирської авіакомпанії під назвою Star Air. Авіакомпанія придбала свій перший літак, Embraer 145 LR, у червні 2018 року. На початку січня наступного року компанія отримала сертифікат авіаоператора та оголосила, що виконуватиме польоти за схемою UDAN центрального уряду, яка спрямована на покращення регіонального сполучення в Індії. Міжнародний аеропорт Кемпегоуда в Бангалорі був обраний базою операцій. 25 січня 2019 року перший рейс авіакомпанії вилетів з Бангалору до Хуббалі. Також були розпочаті рейси до Тірупаті.

## Корпоративні справи
Головний офіс знаходиться на території Sindhu Logistic Park у Хунсемаранагаллі, Бангалор.

## Флот

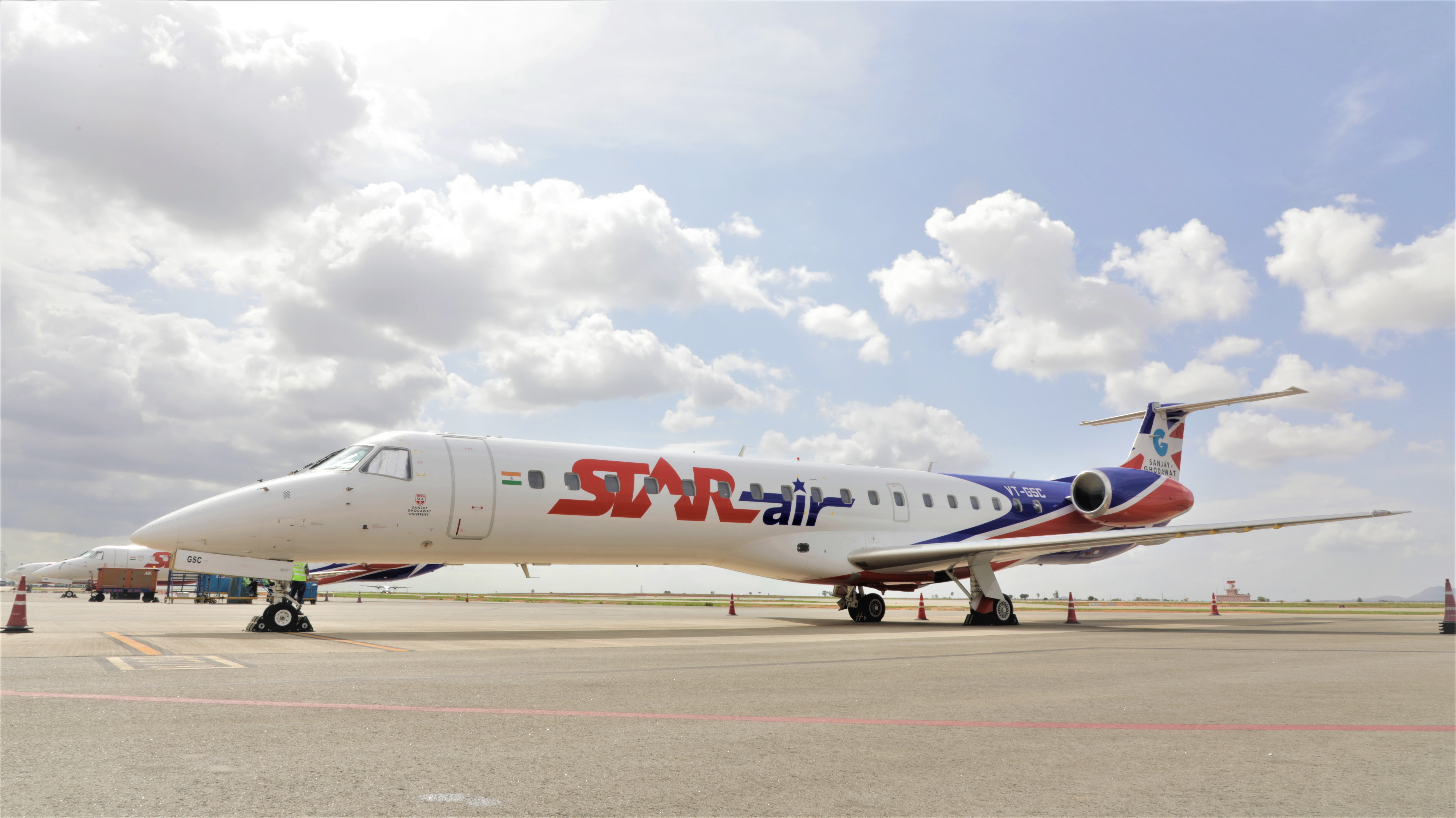
Star Air Embraer ERJ 145LR

Станом на листопад 2021 року Star Air володіє такими літаками:.
| Судно             | На обслуговуванні | Замовлення | Пасажири |
| ----------------- | ----------------- | ---------- | -------- |
| Embraer ERJ 145LR | 5                 | 0          | 50       |
| Embraer E175      | 0                 | 2          | 78       |
| Total             | 5                 | 2          |          |